# Z-1 (アイドルグループ)
Z-1（ゼットワン）は、日本の女性アイドルグループ。所属事務所はオスカープロモーション。レーベルは東芝EMI。

## 概要
オスカープロモーション主催の「第7回全日本国民的美少女コンテスト」から、審査員特別賞受賞の上戸、音楽部門賞受賞の根食、本選出場の西脇、藤谷の4人で結成。
「Z-1」というグループ名は、「Z」がラテン文字アルファベットの最後の文字であることから、20世紀最後のNo.1を目指すという意味で付けられた。
1999年1月から『快進撃TVうたえモン』にレギュラー出演。同年7月にCDデビュー。

## メンバー
- 上戸彩（うえと あや、1985年9月14日 - ）
- 根食真実（ねじき まみ、1985年10月25日 - ）
- 西脇愛美（にしわき まなみ、1983年5月26日 - ）
- 藤谷舞（ふじや まい、1984年10月20日 - ）

## 作品

### シングル
1. Vibe!（1999年7月16日）
2. You Your You（1999年12月8日）
3. BaKKAみたい!!（2000年5月10日）
4. きめてやるサマーラブ（2000年8月9日）
5. Be My Love（2000年11月8日）

### アルバム
1. All About Z-1（2003年3月29日）

## タイアップ
| 曲名                 | タイアップ                                        |
| -------------------- | ------------------------------------------------- |
| Vibe!                | フジテレビ系『快進撃TVうたえモン』エンディング    |
| Vibe!                | 東芝「アルカリ1」CMソング                         |
| You Your You         | 東芝「アルカリ1」CMソング                         |
| You Your You         | 日本テレビ系『とりあえずイイ感じ。』エンディング  |
| BaKKAみたい!!        | TBS系『キャイーン・寛平の女神の誘惑』オープニング |
| きめてやるサマーラブ | TBS系『どうぶつ奇想天外!』エンディング            |
| Be My Love           | 松尾製菓「チロルチョコ いちごムース」CMソング     |

## 出演

### テレビ
- おはスタ（テレビ東京） - おはガール[2]
- 快進撃TVうたえモン（1999年1月12日 - 9月14日、フジテレビ） - レギュラー[1]
- ウルトラマンガイア 第46話「襲撃の森」（1999年7月24日、MBS） - 根源破滅教団信者 役

### CM
- 東芝 アルカリ1（1999年）
- 読売新聞社 zipzap（1999年 - 2000年）[3]
- スリーエフ（2000年 - 2001年）[3]
- チロルチョコ いちごムース（2000年）[3]

### その他
- バグズ・ライフ 推進委員会 応援隊長（1999年）